# 531
531(오백삼십일)은 530보다 크고 532보다 작은 자연수다.

## 수학
- 합성수로, 그 약수는 1, 3, 9, 59, 177, 531이다. 진약수의 합은 249이므로, 531은 부족수다.
- {\displaystyle 531=145+176+210}
  - 연속하는 세 오각수의 합으로 나타낼 수 있는 수다. 이 성질을 지닌 앞의 수는 438, 다음 수는 633이다.
- {\displaystyle 58^{6}-1}은 531로 나누어떨어진다.

## 과학
- NGC 531(영어판): 안드로메다자리 방향에 있는 막대나선은하.

## 교통

### 철도
- 수도권 전철 5호선 충정로역의 역번호.

### 도로
- 고속도로
  - 유럽 고속도로 531호선: 독일 오펜부르크에서 도나우에싱겐까지 이어지는 유럽 고속도로.
- 기타 도로
  - 531번 지방도: 충청북도 충주시 살미면에서 강원특별자치도 원주시 부론면 법천리까지 이어지는 대한민국의 지방도.
  - 현도 제531호선

## 군사
- U-531(영어판): 제2차 세계 대전에 사용된 나치 독일의 군용 잠수함.

## 문화유산
- 대한민국의 보물 제531호: 양평 용문사 정지국사탑 및 비
- 대한민국의 사적 제531호: 고창 봉덕리 고분군

## 방송
- KT HCN의 OGN 채널 번호.

## 기타
- 날짜: 5월 31일
- 연도: 531년, 기원전 531년